# ويمبلدس ترافرد (تشيشير)
ويمبلدس ترافرد (بالإنجليزية: Wimbolds Trafford)‏ هي قرية و أبرشية مدنية تقع في المملكة المتحدة في تشيشير.  يقدر عدد سكانها بـ 212 نسمة .